# Giorgio Caputo
Giorgio Caputo (Napoli, 4 gennaio 1974) è un attore italiano.

## Biografia
Studia recitazione frequentando la scuola di Beatrice Bracco e quella di Francesca De Sapio, e partecipando ad alcuni workshop con, tra gli altri, Geraldine Baron, Sofia Coppola e Pierpaolo Sepe. Nel 1994 partecipa ad un filmato di finzione per il programma Mixer, in onda su Rai 2. Dopo un ruolo secondario nel telefilm di otto episodi Una donna per amico (1998), diretto da Rossella Izzo, ha il suo primo ruolo da protagonista nella serie tv Una donna per amico 3 (2002). Nel 1997 debutta nel cinema con un piccolo ruolo nel film Naja, regia di Angelo Longoni, mentre il debutto teatrale è con Cyrano de Bergerac, diretto nel 2000 da Giuseppe Patroni Griffi. Tra gli altri suoi lavori, ricordiamo i film Dolce rumore del nulla (1999) e L'amore probabilmente (2001), entrambi diretti da Giuseppe Bertolucci, Sfiorarsi (2006), regia di Angelo Orlando, e Il nascondiglio (2007), regia di Pupi Avati.
Inoltre ha partecipato a diverse produzioni televisive, tra cui le miniserie Un posto tranquillo 2 (2005), regia di Claudio Norza, e Rino Gaetano - Ma il cielo è sempre più blu (2007), regia di Marco Turco, in cui è coprotagonista nel ruolo di Gufo. Dal 2008 al 2010 interpreta il ruolo di Ricotta nella serie tv di Sky Cinema, Romanzo criminale, regia di Stefano Sollima. Nel maggio del 2009 torna sul grande schermo con il film più volte rimandato, intitolato Polvere, regia di Massimiliano D'Epiro e Danilo Proietti. Nel 2015 è Slim Tully nel film Last Knights di Kazuaki Kiriya al fianco di Morgan Freeman e Clive Owen
È un membro del gruppo rock-folk "Orchestraccia" noto per la rivisitazione di vecchi brani della tradizione romana con l'aggiunta di loro pezzi inediti. Nel 2013 hanno inciso il loro primo album dal titolo "Sona Orchestraccia sona". Oltre a Caputo, sono membri del gruppo anche altri attori di cinema e televisione, tra cui Edoardo Pesce, Edoardo Leo, Marco Conidi e Luca Angeletti.

## Filmografia

### Attore

#### Cinema
- Naja, regia di Angelo Longoni (1997)
- Il dolce rumore della vita, regia di Giuseppe Bertolucci (1999)
- L'amore probabilmente, regia di Giuseppe Bertolucci (2001)
- Due gemelle a Roma, regia di Steve Purcell (2002)
- Ultimo stadio, regia di Ivano De Matteo (2002)
- Sfiorarsi, regia di Angelo Orlando (2006)
- Il nascondiglio, regia di Pupi Avati (2007)
- Two Families, regia di Romano Scavolini (2007)
- Altromondo, regia di Fabio Massimo Lozzi (2008)
- Polvere, regia di Massimiliano D'Epiro e Danilo Proietti (2009)
- Diaz - Don't Clean Up This Blood, regia di Daniele Vicari (2012)
- Tutti contro tutti (2013) regia di Rolando Ravello
- Last Knights, regia di Kazuaki Kiriya (2015)
- Gli ultimi saranno ultimi, regia di Massimiliano Bruno (2015)
- Smetto quando voglio - Ad honorem, regia di Sideney Sibilla (2017)
- Maria Maddalena (Mary Magdalene), regia di Garth Davis (2018)
- Martedì e venerdì, regia di Fabrizio Moro e Alessio De Leonardis (2024)
- Tu quoque, regia di Gianni Quinto (2025)

#### Televisione
- Una donna per amico, regia di Rossella Izzo, Marcantonio Graffeo, Alberto Manni - serie TV (1998, 2001)
- La squadra, registi vari - serie TV (2001, 2006)
- Distretto di Polizia 3, regia di Monica Vullo - serie TV, episodio 3x05 (2002)
- Un posto tranquillo 2, regia di Claudio Norza - serie TV (2005)
- Distretto di Polizia 6, regia di Antonello Grimaldi - serie TV, episodio 6x19 (2006)
- R.I.S. 3 - Delitti imperfetti, regia di Pier Belloni – serie TV,  episodio 3x09 (2007)
- Medicina generale, regia di Renato De Maria - serie TV (2007)
- Rino Gaetano - Ma il cielo è sempre più blu, regia di Marco Turco - miniserie TV (2007)
- Don Matteo 6, regia di Elisabetta Marchetti - serie TV (2008)
- Romanzo criminale, regia di Stefano Sollima - serie TV (2008 - 2010)
- Crimini 2, regia di Ivano De Matteo - serie TV, episodio "Niente di personale" (2010)
- Il peccato e la vergogna, regia di Alessio Inturri - serie TV (2010)
- R.I.S. Roma 2 - Delitti imperfetti, regia di Francesco Micciché, episodio 2x06 (2011)
- Rex, regia di Marco Serafini - serie TV (2012)
- Le mani dentro la città, regia di Alessandro Angelini - serie TV (2014)
- Squadra antimafia 6, regia di Kristoph Tassin e Samad Zamardili - serie TV, 7 episodi (2014)
- Sfida al cielo - La narcotici 2, regia di Michele Soavi - serie TV (2015)
- L'onore e il rispetto - Parte quarta, regia di Luigi Parisi e Alessio Inturri - serie TV (2015)
- Non è stato mio figlio, regia di Alessio Inturri - serie TV (2016)
- I Medici (Medici: Masters of Florence) - serie TV, episodi: 1x04, 1x06, 1x08 (2016)
- Rocco Schiavone 2, regia di Giulio Manfredonia - serie TV, episodio 2x01 (2018)
- Il cacciatore, regia di Stefano Lodovichi, Davide Marengo e Fabio Paladini - serie TV, 17 episodi (2018-2021)
- Black Out - Vite sospese, regia di Riccardo Donna – serie TV (2023)
- Black Out - Le verità nascoste, regia di Fabio Resinaro e Nico Marzano – serie TV, episodio 1 (2025)

### Regista
- Action (2007)